# Бронированная ремонтно-эвакуационная машина

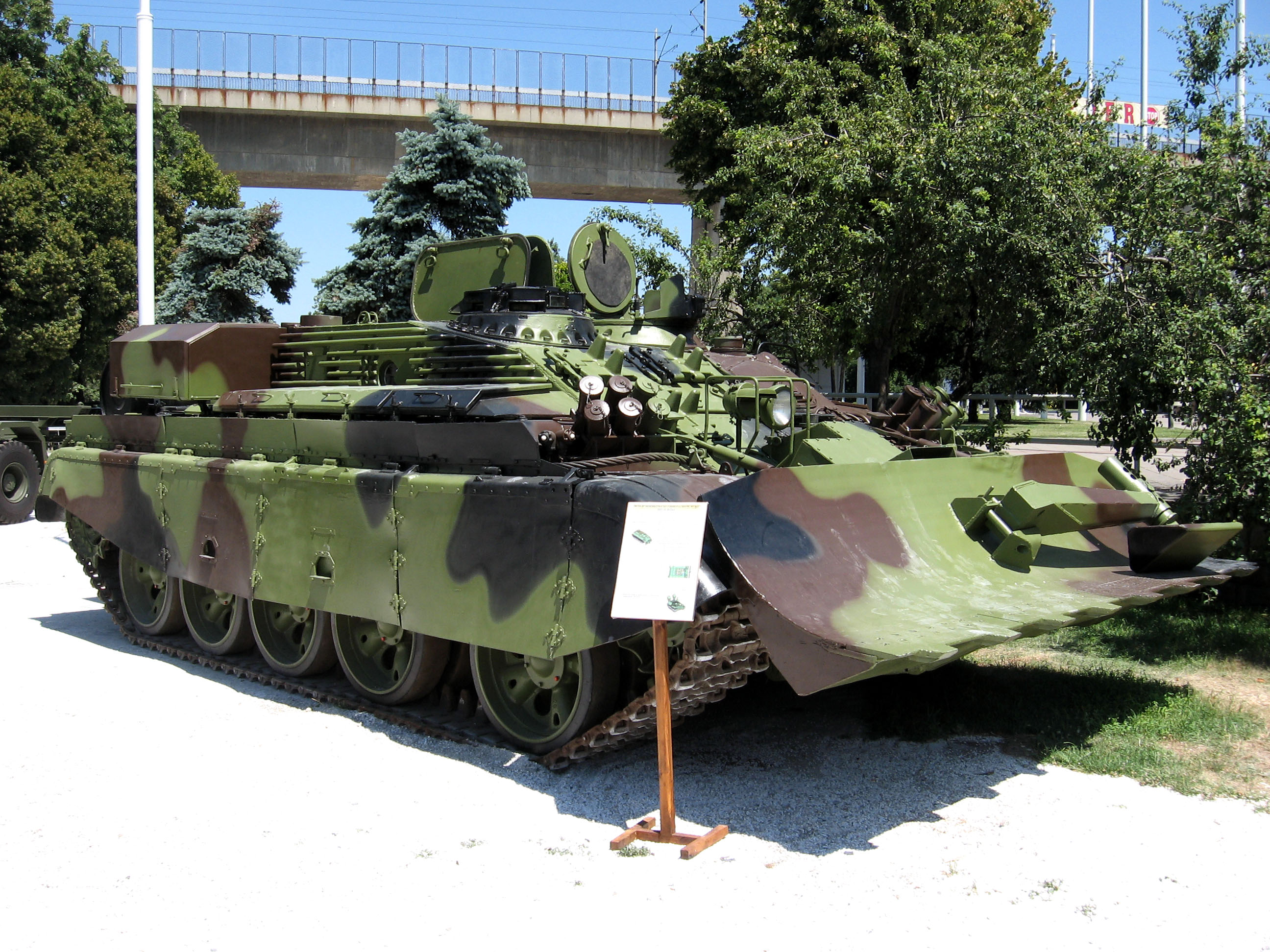
Сербский БРЭМ ВИУ-55 «Муња» на базе Т-55.

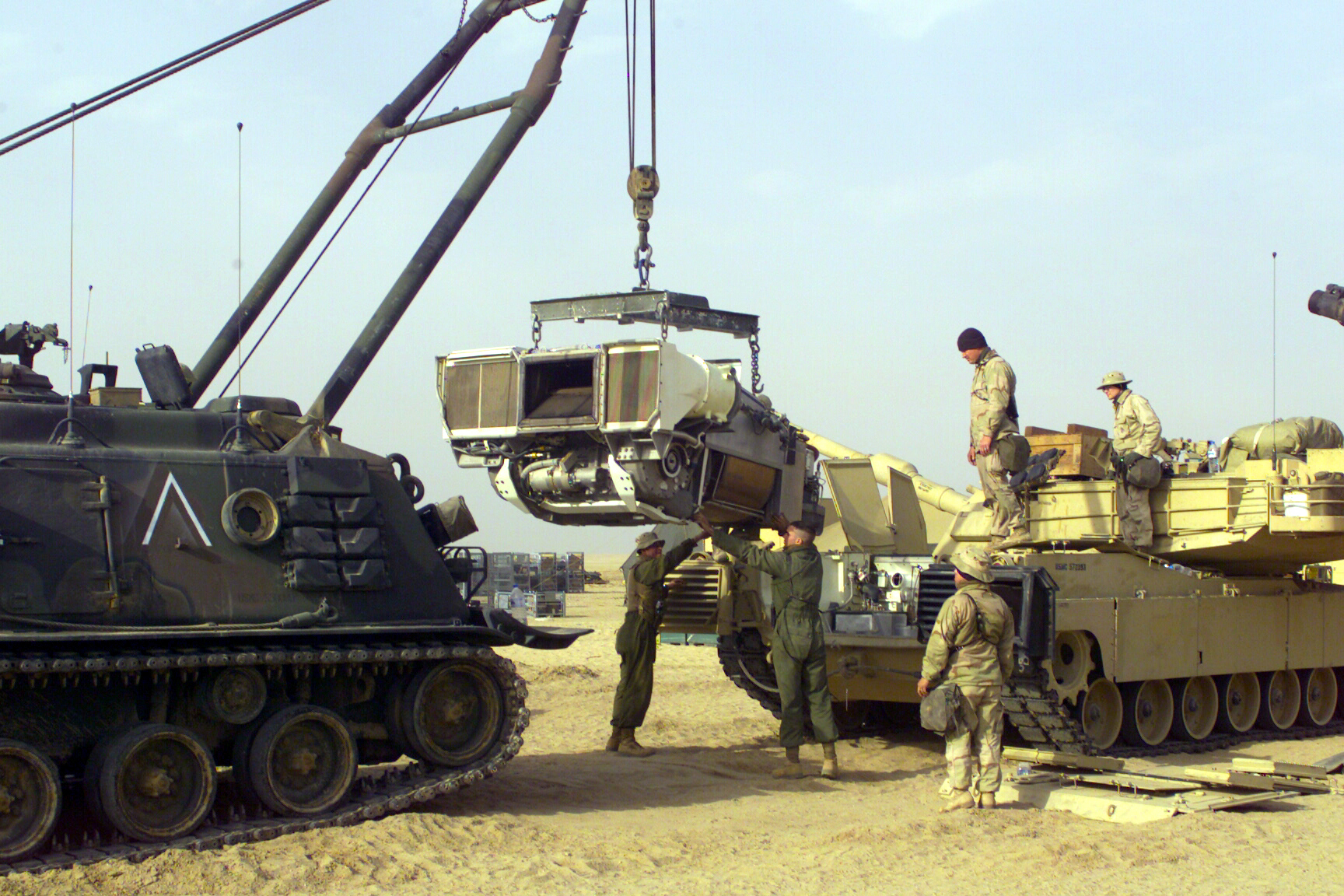
Замена силового агрегата при помощи БРЭМ.

Бронированная ремонтно-эвакуационная машина (БРЭМ) — специальный танк, класс бронированных (броневых) боевых машин, основным назначением которых является техническое обслуживание, ремонт неисправных и повреждённых или эвакуация застрявших или повреждённых танков, броневых транспортеров (БТР), БМП, БМД, САУ и тому подобное, в том числе — и в условиях огневого противодействия противника.
Помимо этого, БРЭМ в состоянии обеспечить необходимый ремонт и техническое обслуживание в полевых условиях.

## История
Для любых вооружённых сил в мирное время и в условиях войны каждая боевая машина (танк, бронетранспортер и так далее) имеет особое значение, поскольку своевременное возвращение в строй вооружения и военной техники является первостатейной задачей ремонтно-эксплуатационных служб (частей). Нередко эвакуацию вооружения и военной техники приходится проводить буквально из-под обстрела, поэтому чаще всего базой бронированной ремонтно-эвакуационной машины являлись серийные основные танки, которые переоборудовались (производились) под конкретную задачу. С танка снимали башню, комплектовали лебедкой, крановой стрелой, другими необходимыми приспособлениями. Поначалу в виде шасси для БРЭМ использовалась база устаревших довоенных танков, однако, когда технические возможности устаревшей техники переоборудованной в условиях фронтовых ремонтных частей достигли технического предела, а, кроме того, потребность в подобных машинах резко возросла, за разработку БРЭМ взялись более ответственно, поставив сборку и комплектацию этих машин на поток. Сегодня подобные машины выпускаются серийно и являются целой мастерской укрытой надежной броней — цель, как и в годы второй мировой войны, одна — спасти повреждённый танк или другую бронированную машину и вновь вернуть его в строй.
БРЭМ играет важную роль во время боевых действий танковых частей и подразделений. Имеет специальное оборудование: тяговые лебёдки, грузоподъёмное устройство, сварочное оборудование и другое.
Для самообороны на БРЭМ устанавливаются пулемёты.

## Галерея

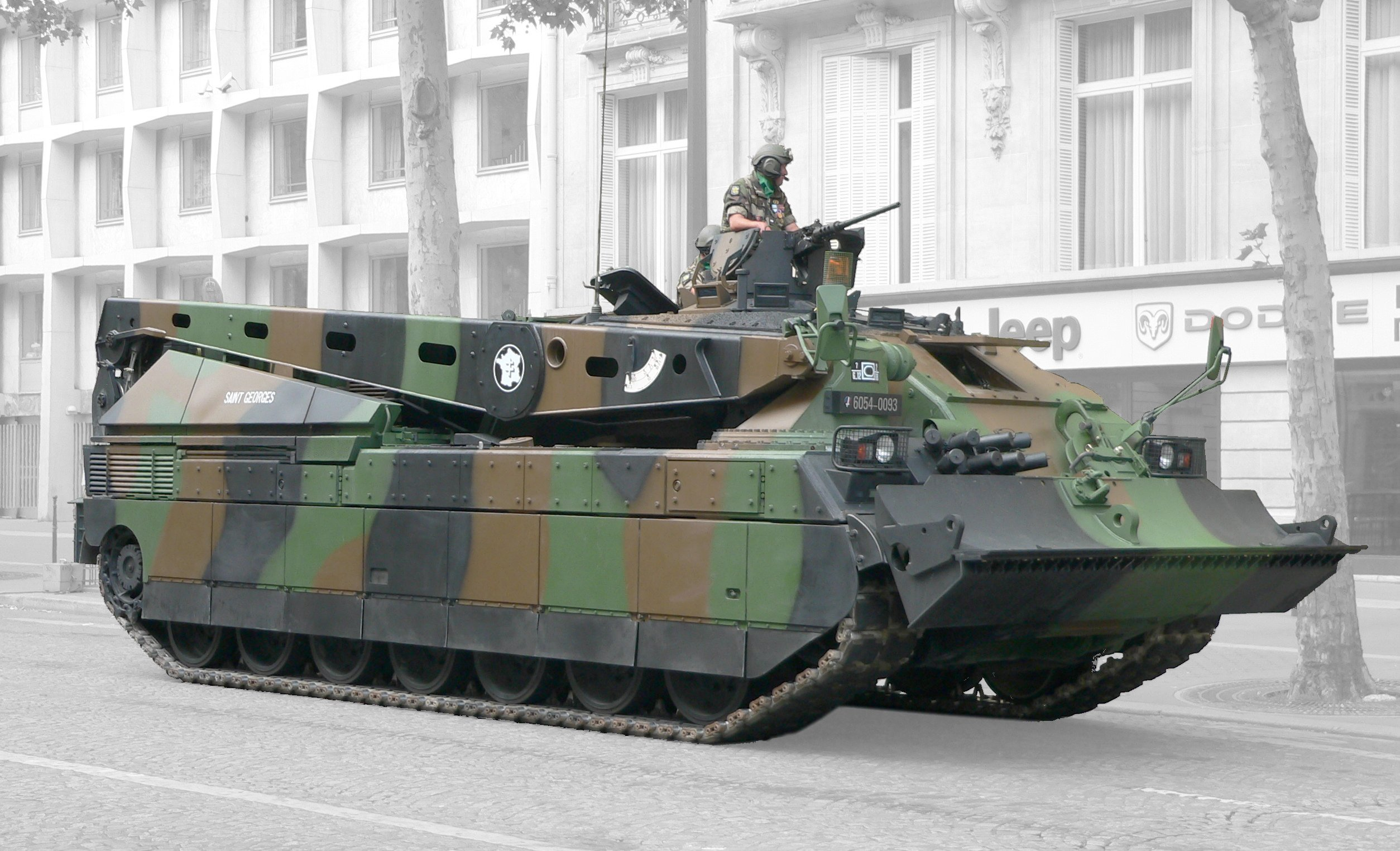
DCL
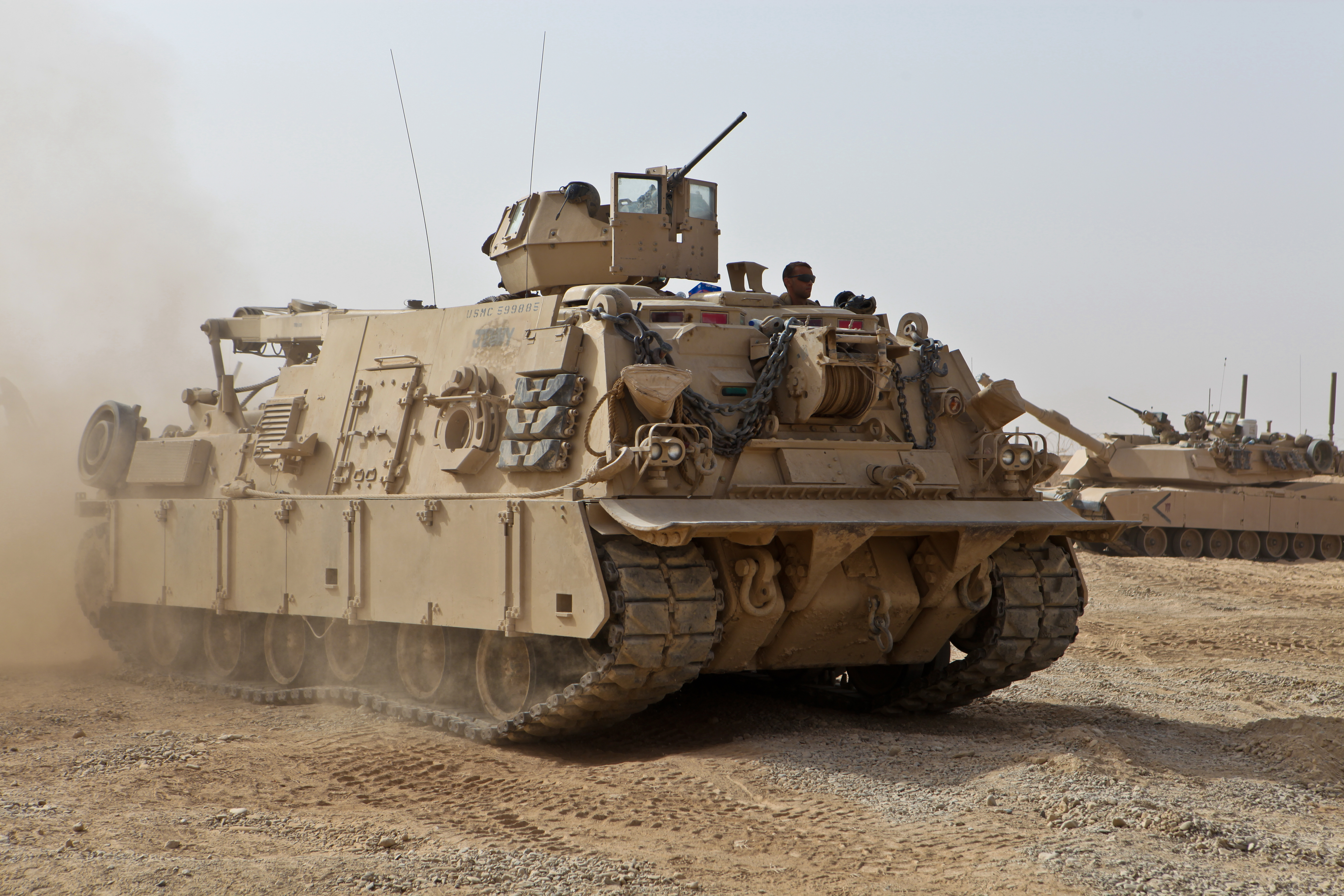
M88A2 Hercules
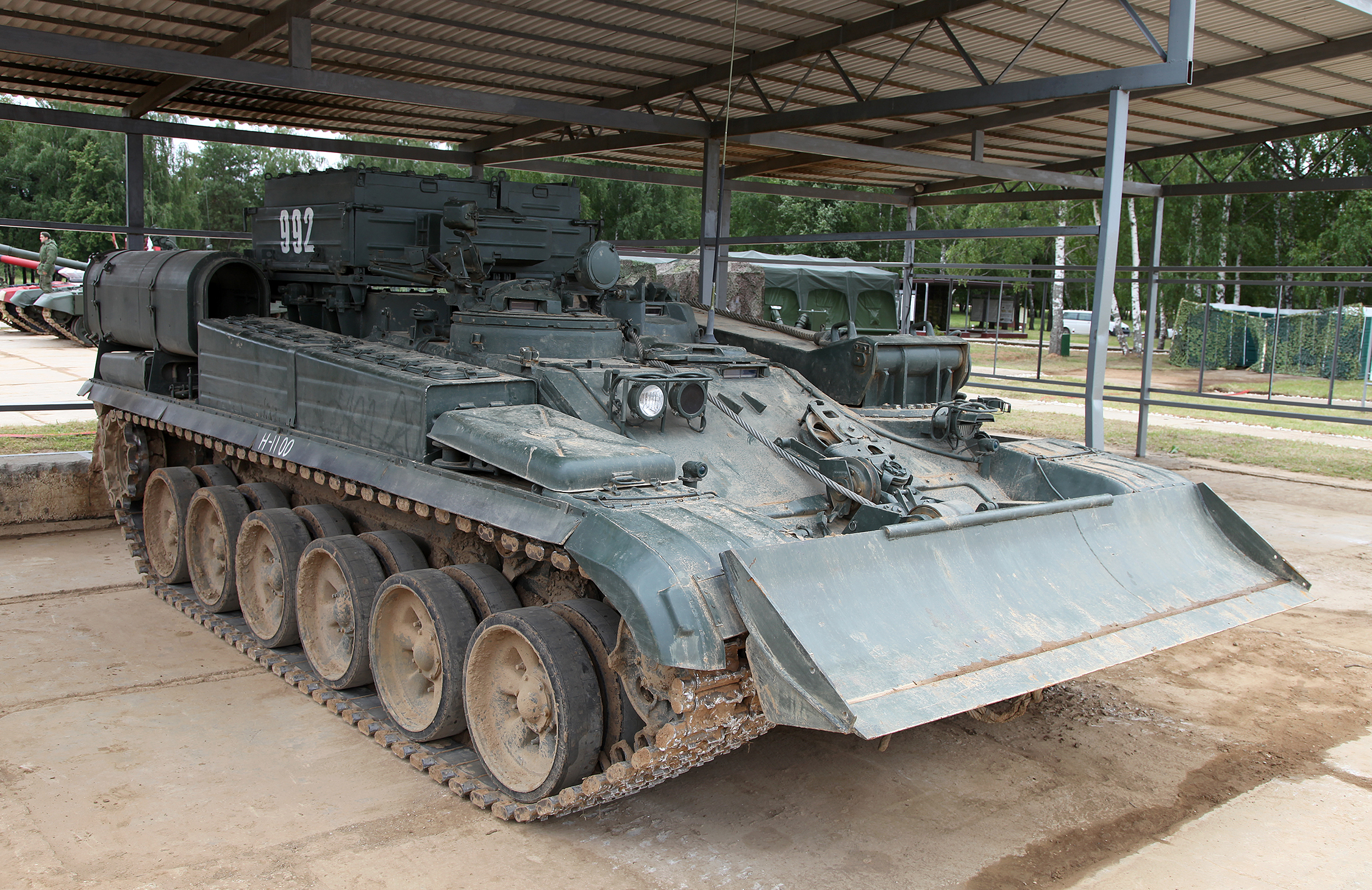
БРЭМ-1
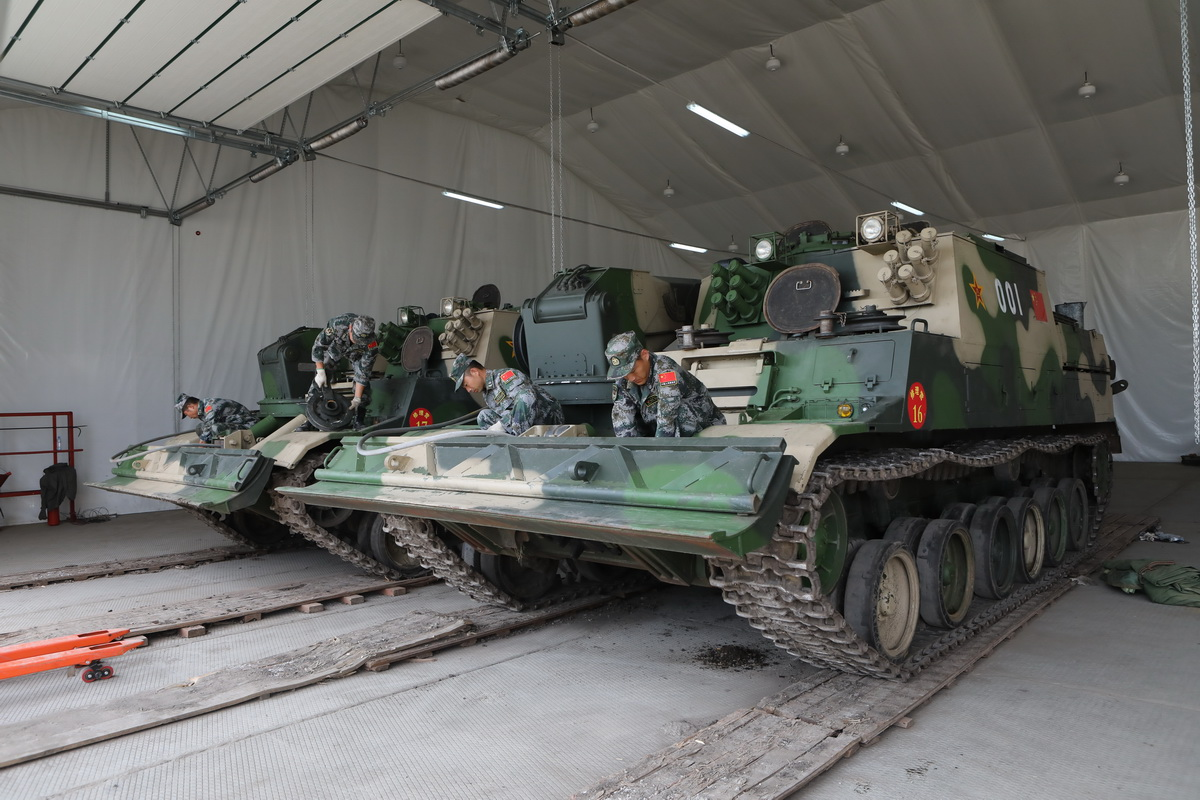
Китайская БРЭМ
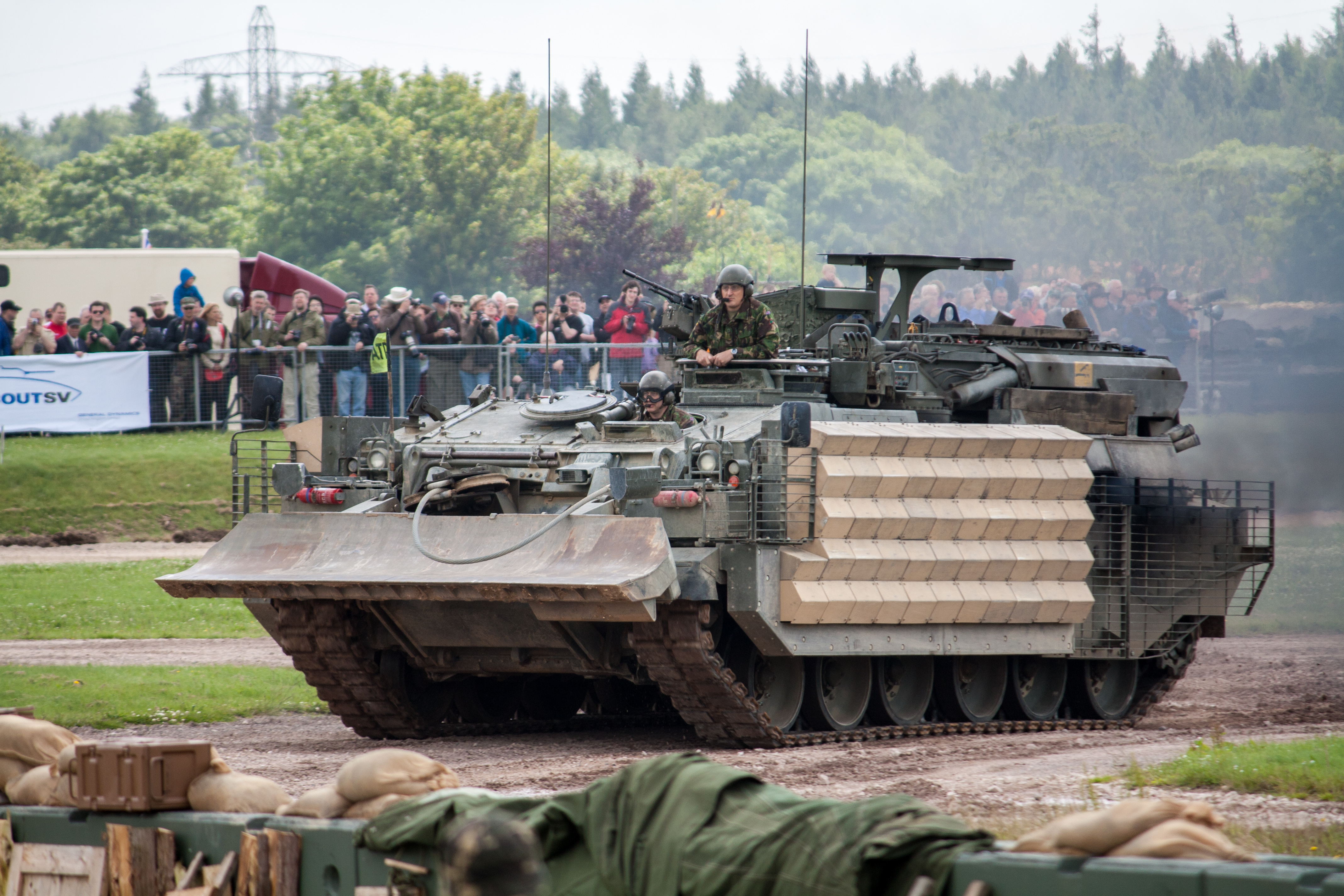
CRARRV
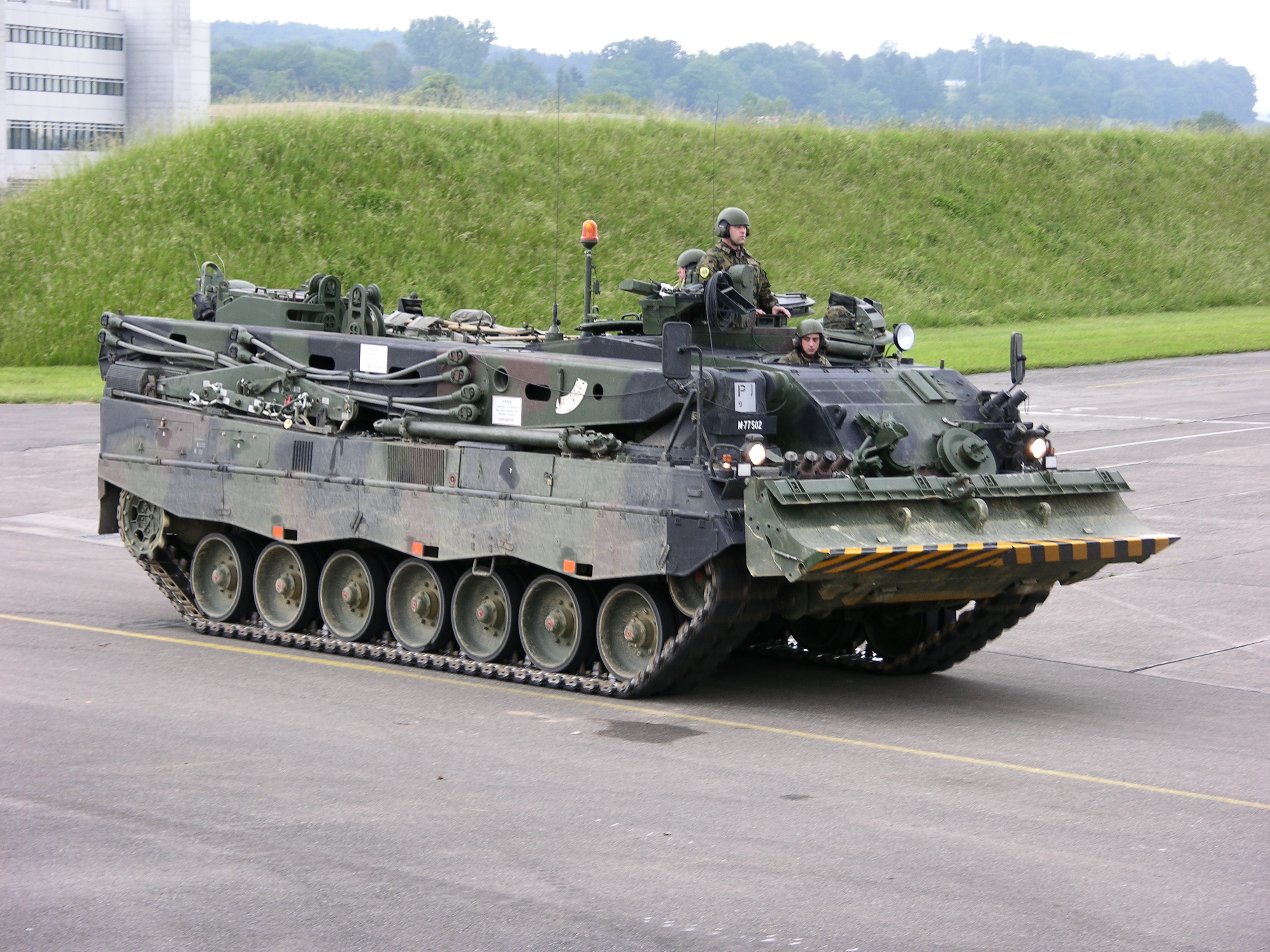
Бюффел (Buffalo)
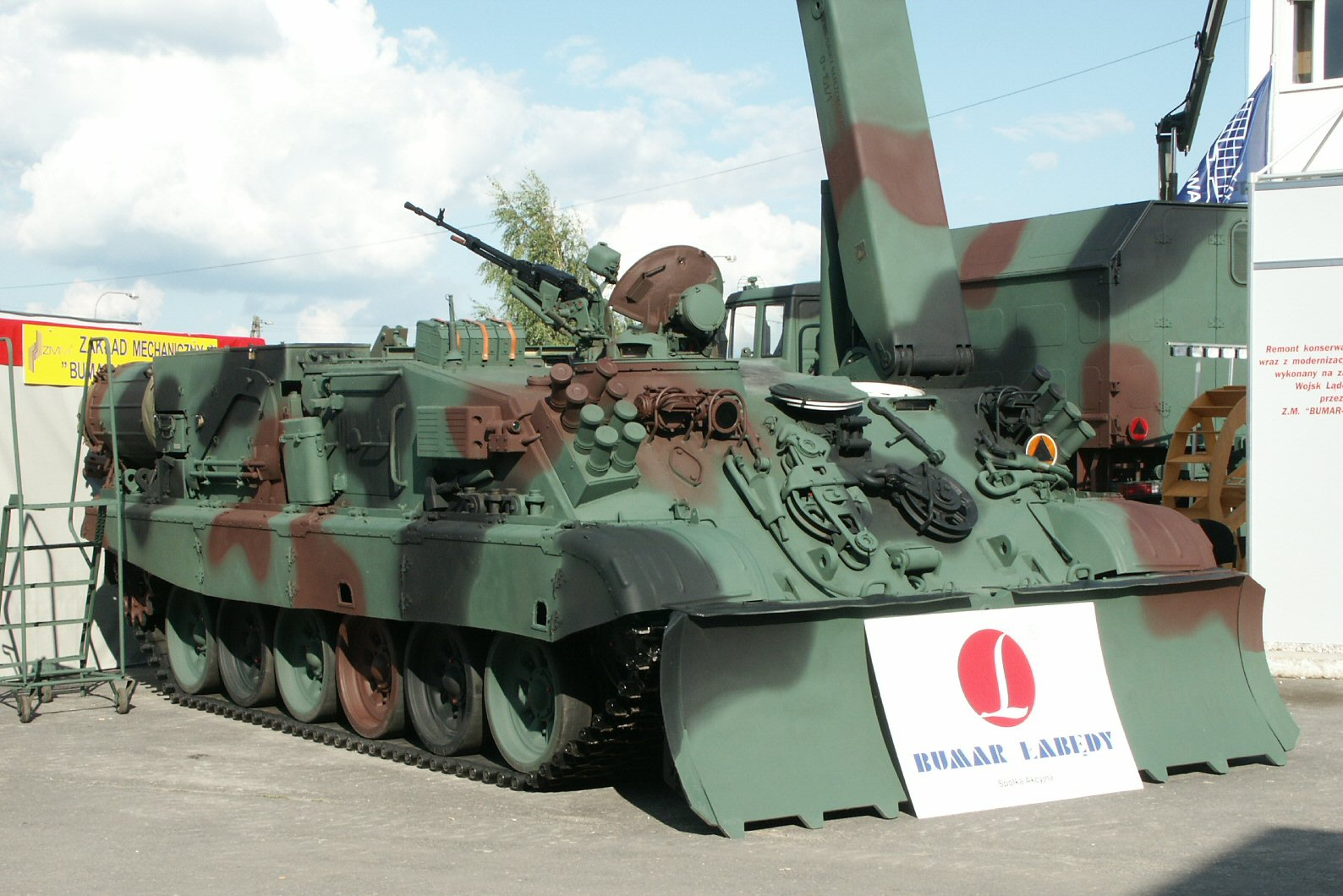
WZT-3
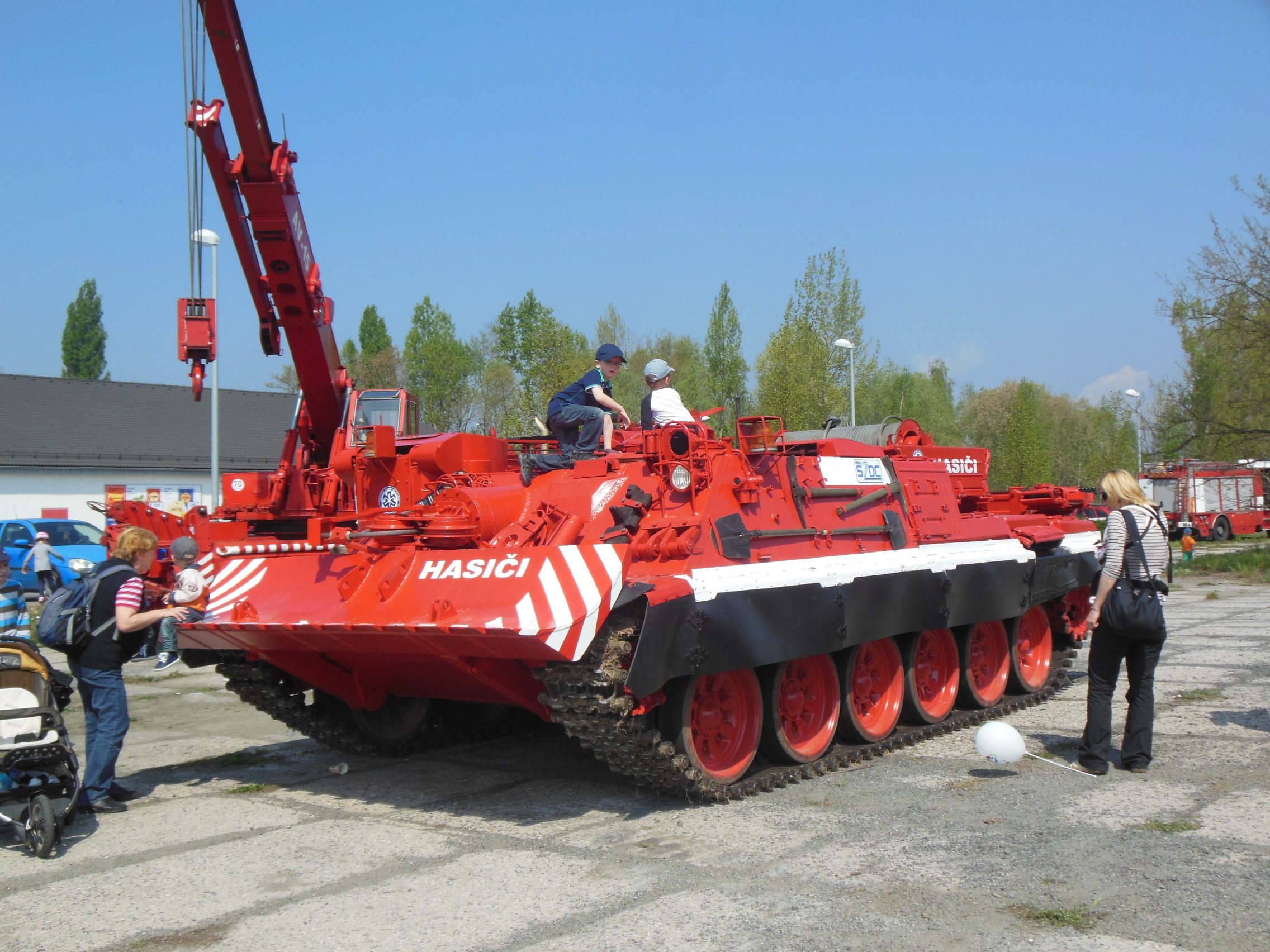
VT-72B
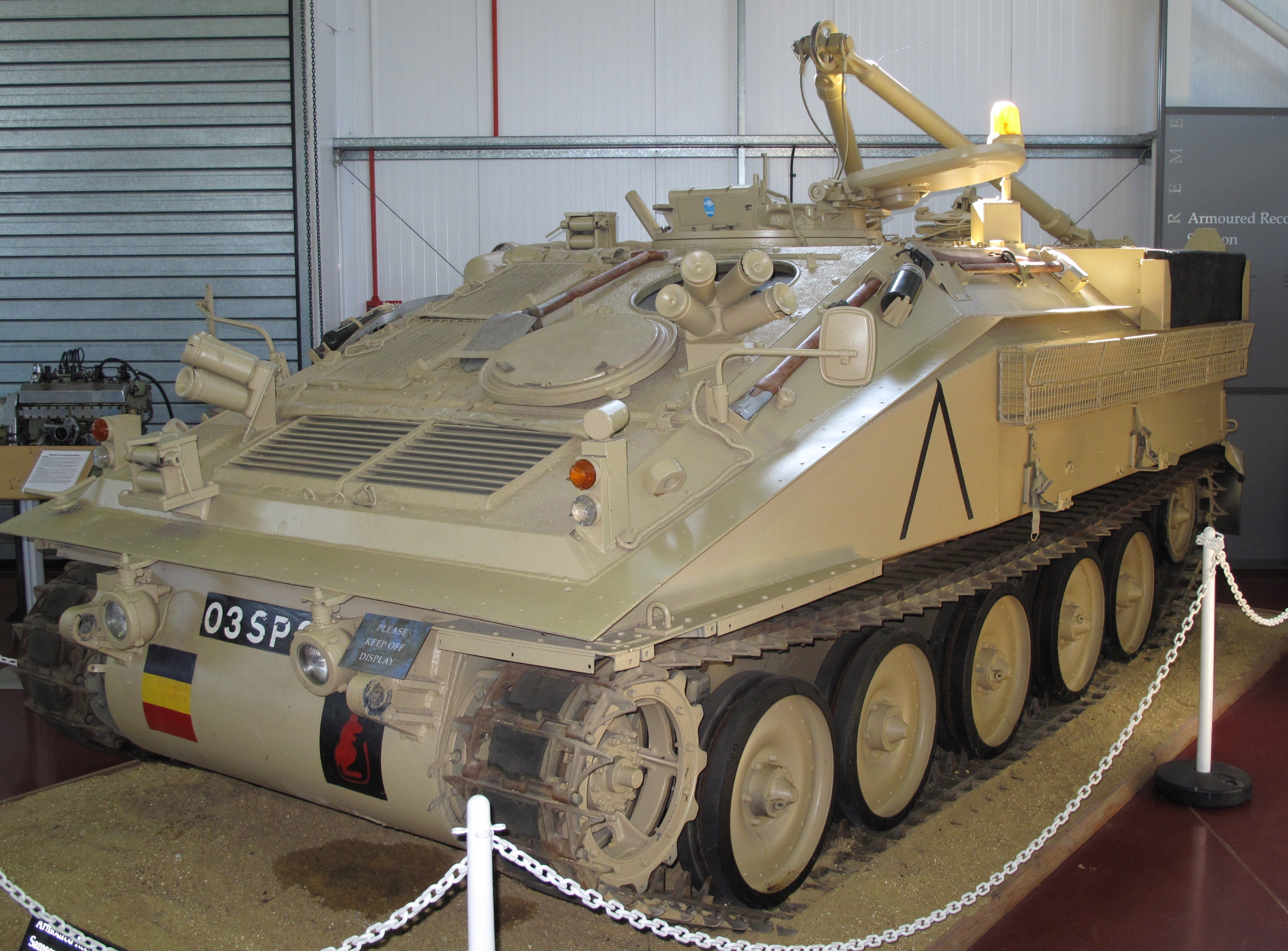
FV106 Samson
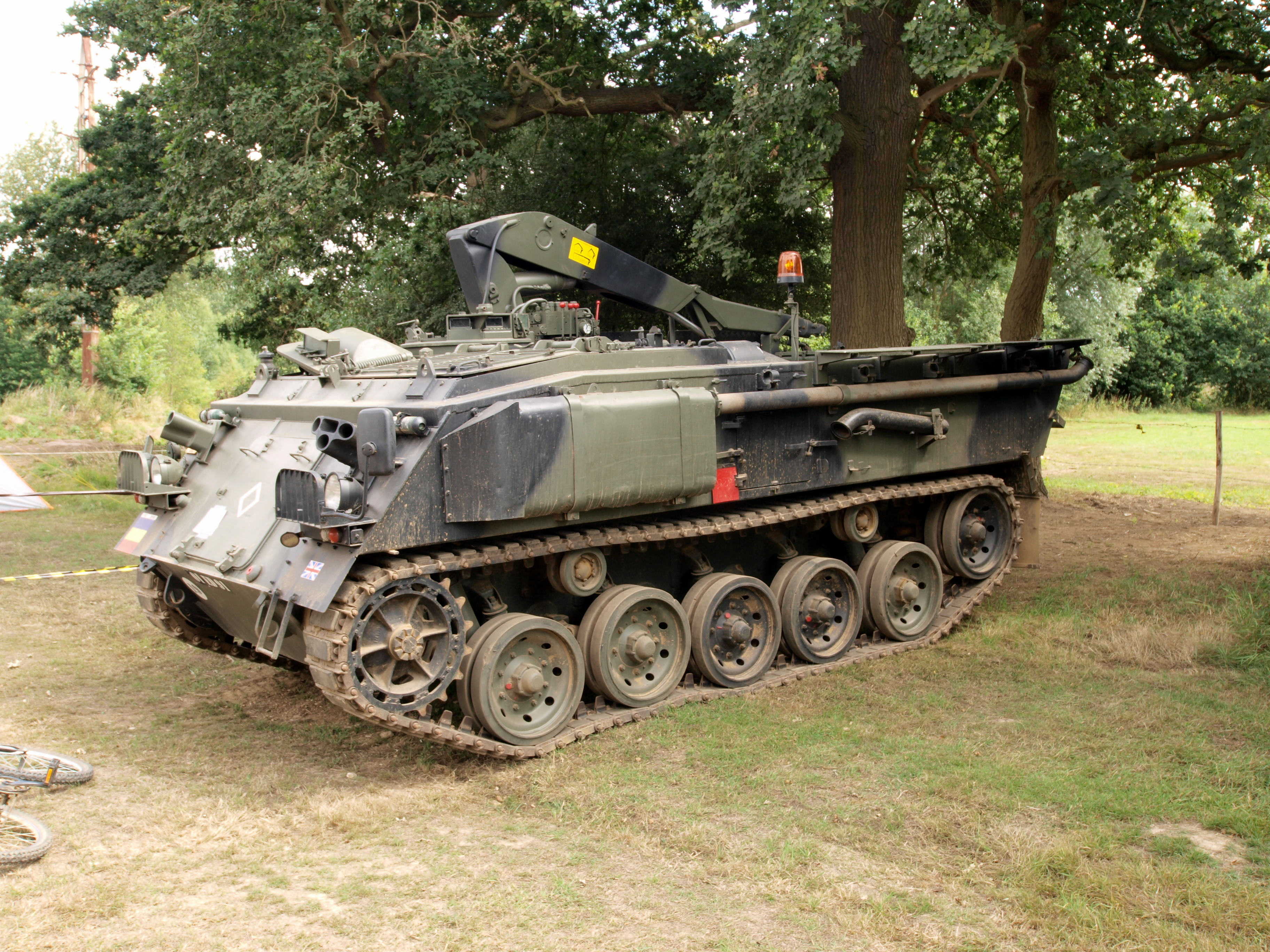
FV434
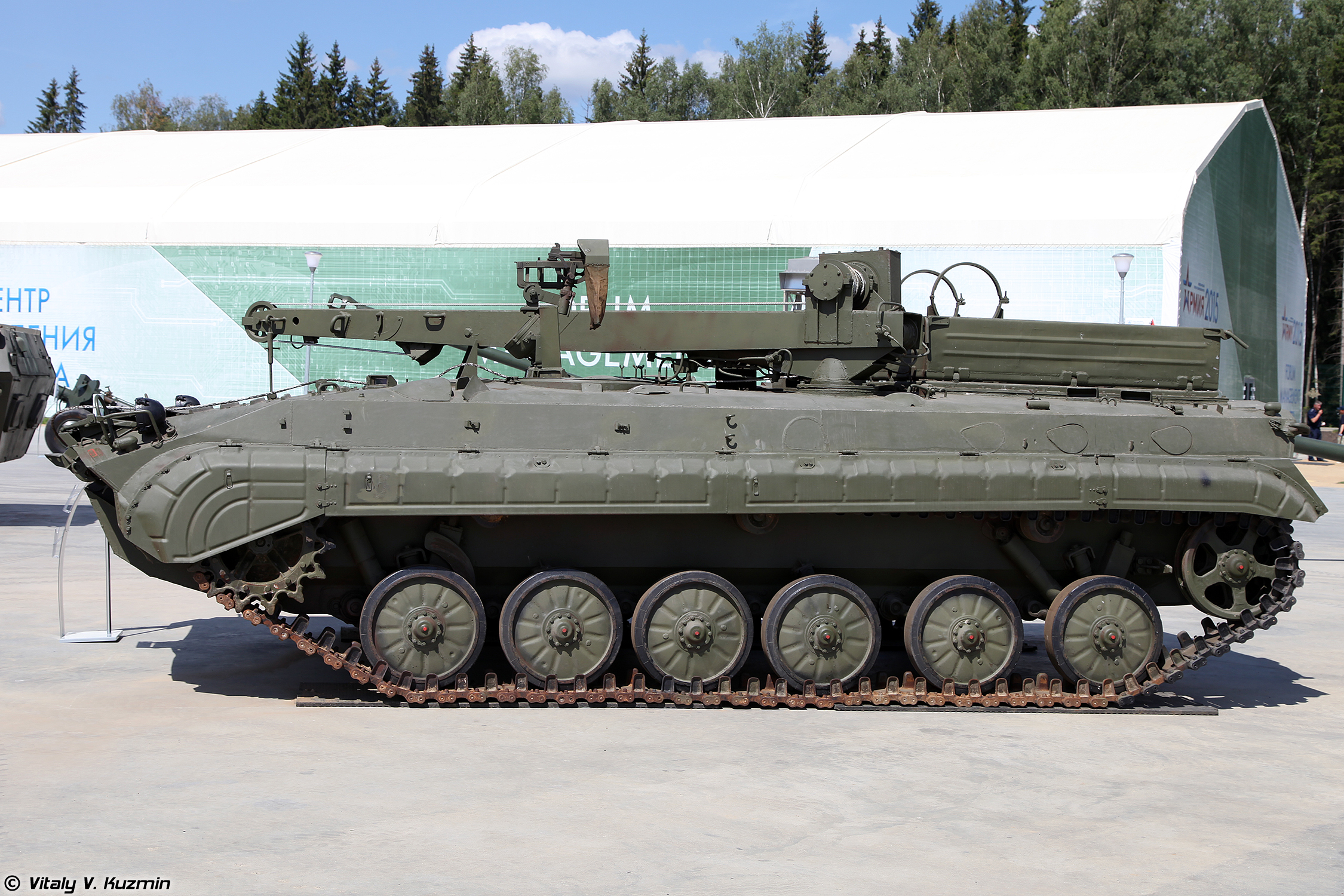
БРЭМ-2
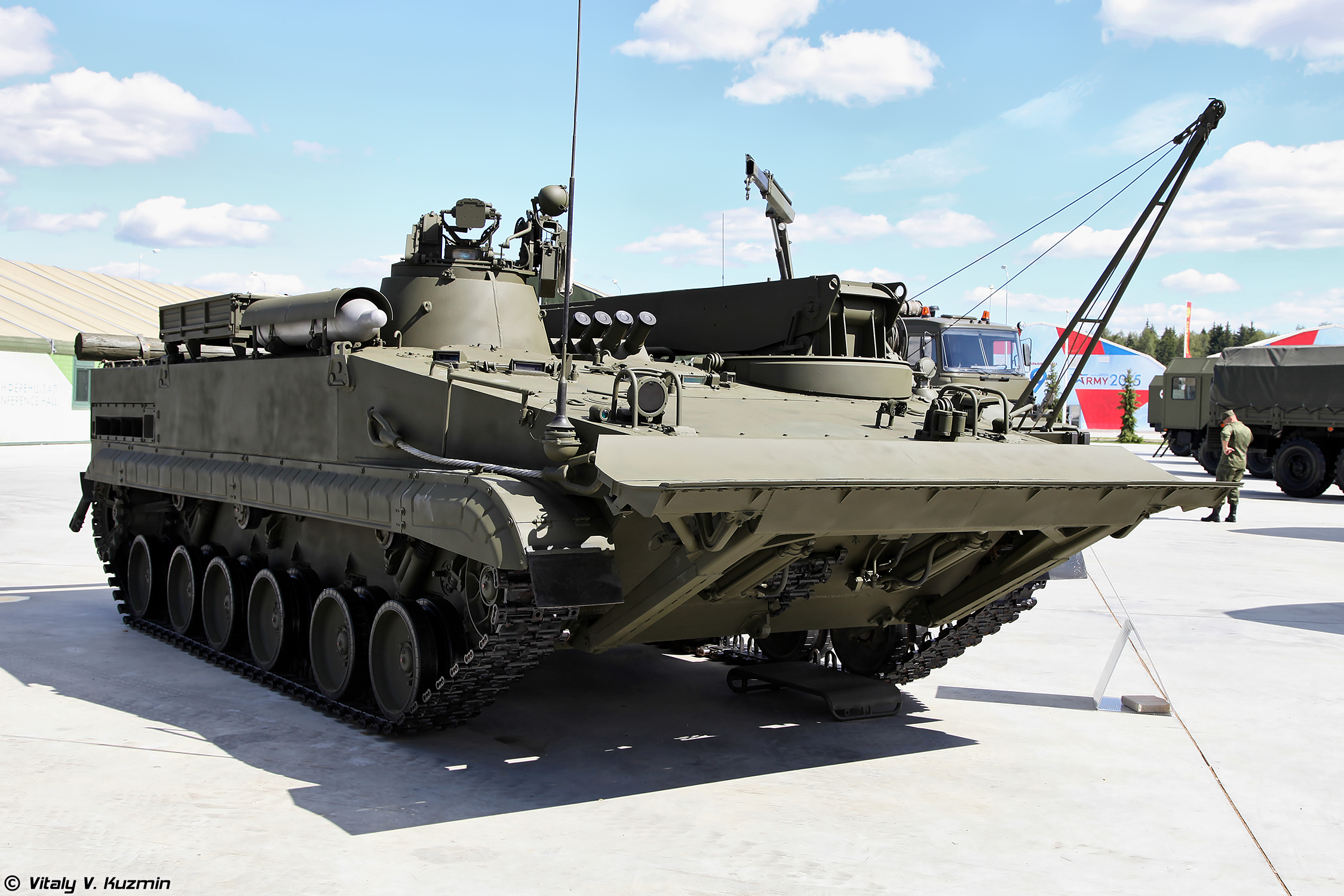
БРЭМ-Л
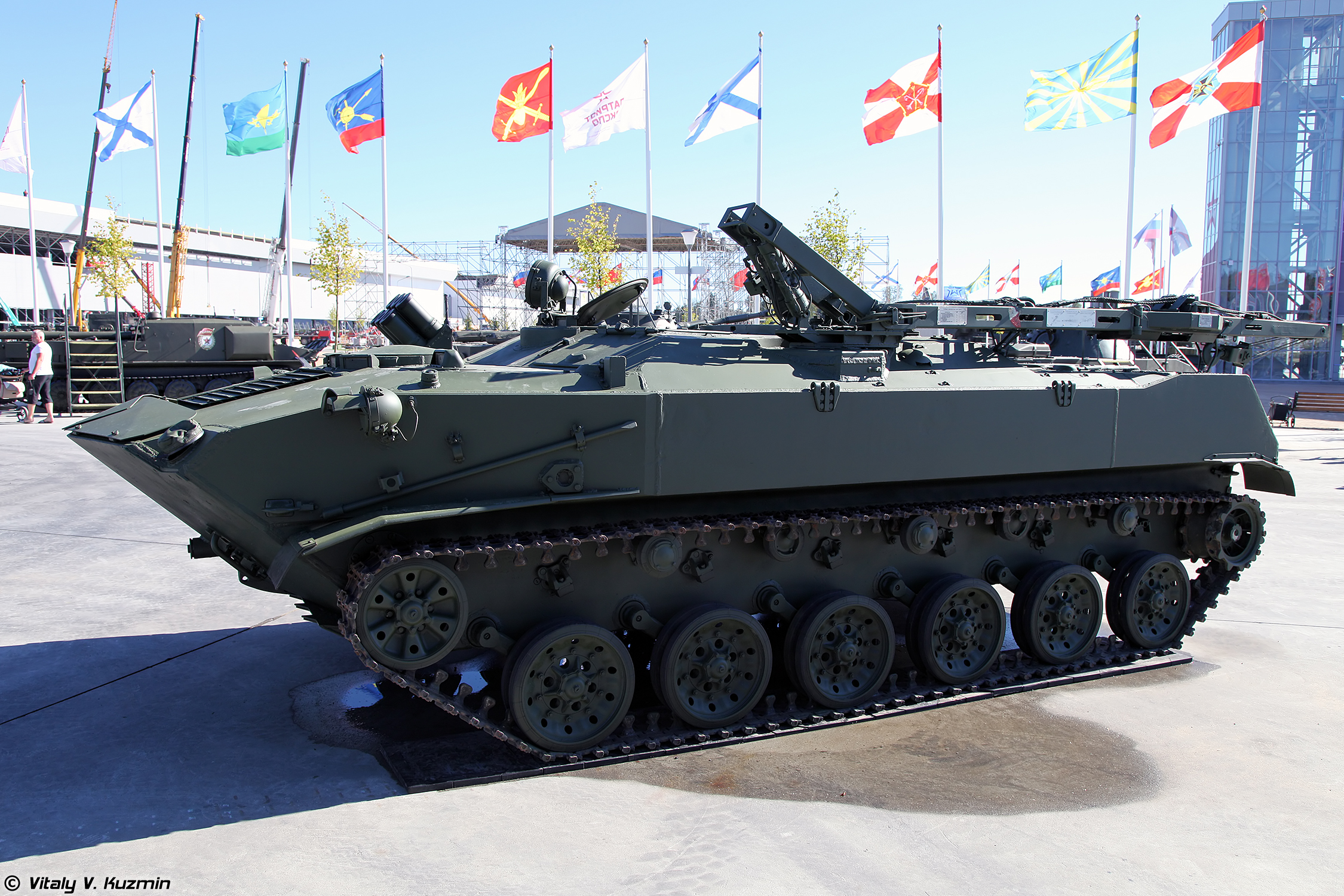
БРЭМ-Д